# Fjodor Vasiljevič Tokarev
Fjodor Vasiljevič Tokarev (rusky Фёдор Васильевич Токарев, 2. červnajul./ 14. června 1871greg.–6. března 1968) byl ruský a sovětský konstruktér zbraní a optické techniky. Včetně experimentálních a technologických prototypů vyvinul přes 150 typů ručních palných zbraní. Nejvýznamnější se zúčastnily bojů v obou světových válkách a byly vyrobeny v počtu přes 5 milionů kusů v Sovětském svazu i v jiných zemích. Jméno Tokarev se objevuje v názvech zbraní, munice a panoramatického fotoaparátu.

## Životopis
Fjodor Vasiljevič Tokarev se narodil 14. června 1871 v kozácké vesnici Mečjotinskaja v Kraji Donského vojska (dnešní Rostovská oblast). V početné rodině Vasilije Tokareva přežily pouze tři děti, Fjodor a jeho dvě sestry Natalija a Uljana. V osmi letech byl Fjodor poslán na čtyřletou církevní školu. Po prvním roce jeho otec uznal dosažené vzdělání za dostatečně pro život na vesnici a Fjodor musel školu opustit a pracovat na statku. K chudobě tak přibyl ještě nedostatek vzdělání, se kterým se musel Fjodor Vasiljevič v mládí vypořádat.

### Cesta k funkci plukovního puškaře
V jedenácti letech se rodina přestěhovala do rodiště otce, kozácké stanice Jegorlykskaja. V místní kovárně se Fjodor začal učit zámečnictví, pokrývačství a malířství. Setkal se zde s puškařem Volkovem, vyhoštěným do donské oblasti. Když byla v místě založena dvoutřídní pětiletá škola s oddělením pro výuku manuálním pracím, byl do školy pozván známý donský zbrojíř Alexej Vasiljevič Krasnov. Tato výuka však byla určena pouze žákům třetích a čtvrtých tříd a Fjodor byl absolventem jediného ročníku. Fjodorovu otci se podařilo přesvědčit mistra Krasnova, aby vzal syna do učení mimo výuku všeobecného vzdělání a Fjodor absenci vzdělání doháněl o prázdninách za pomoci spolužáka Alexeje Chausova, Krasnovova synovce. Manuální zručnost, zájem o zbraně, obtížně nabyté všeobecné vzdělání, kozácký původ a Krasnovova přímluva byly zdrojem pro vstup na Novočerkasské vojenské řemeslnické učiliště. Nejdříve byl umístěn v oddělení kovářství, později přešel do zbrojní dílny pod vedením nejznámějšího donského puškaře Alexandra Eustafieviče Černolichova, autora kozácké pušky z roku 1860. Školu Fjodor vystudoval v roce 1891 s vyznamenáním a nejvyššího ocenění získala jeho práce Lovecká jednohlavňová kohoutková puška ráže pěti čárek.  V Novočerkassku zůstal jako asistent Černolichova a oženil se zde se svou bývalou učitelkou Dominikou Fjodorovnou Koršunovou. O rok později zde nastoupil jako puškař 12. donského kozáckého pluku.

### Do nástupu na Důstojnickou střeleckou školu

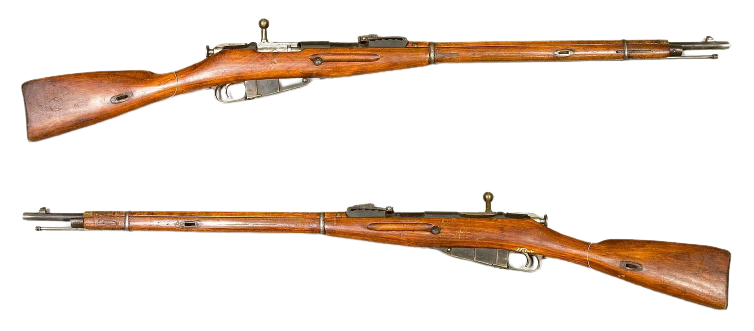
Mosinova puška z roku 1891

Krátce po převzetí funkce byl pluk převelen nejdříve k dalekým západním hranicím na Volyň a později na Halič. Fjodor se v této době poprvé setkal s puškou Berdan II a později i s puškou Mosinovy konstrukce. K řádnému postavení s možnostmi prosazovat vlastní konstrukce bylo však potřeba získat vojenskou hodnost. Na kadetní školu mohl být přednostně jako kozák přijat, ovšem s úplným všeobecným vzděláním. Na potřebné zkoušky z ruštiny a aritmetiky, potřebné k uznání úplného základního vzdělání, Fjodora Vasiljeviče připravila jeho žena, učitelka. Osvědčení o úplném základním vzdělání umožnilo rodině opustit pluk, spolu s ním i zaostalé oblasti Ruského impéria a vrátit se domů na Don.
V Novočerkassku se uvolnilo místo po penzionovaném Alexandru Černolichovi a Tokarev nastoupil na jeho místo k výuce zbrojířství na Vojenském řemeslném učilišti. Kromě platu učitele zajištovaly rodinu i příjmy z provozu zbrojířské a rytecké dílny a v jeho životě tak skončilo období finanční nouze. Oddělení zbraní však bylo po dvou letech zrušeno a zbrojířský program změněn na výstrojní. V roce 1898 Fjodor úspěšně složil zkoušky a byl přijat do Novočerkasské kadetní školy. Po jejím absolvování se opět vrátil k 12. kozáckému pluku, který stále sídlil na Haliči. V důstojnické hodnosti nastoupil do funkce vedoucího zbrojní dílny. Životní kariéra chudého chlapce ze zapadlé kozácké vesnice tak mohla být dovršena, nebýt události, která jej uvedla mezi zbrojařskou, konstruktérskou elitu. V srpnu 1907 byl v pluku přijat rozkaz vyslat jednoho důstojníka do Důstojnické střelecké školy v Oranienbaumu. Volba padla na Fjodora Vasiljeviče Tokareva.

### Do nástupu ve zbrojovce v Tule

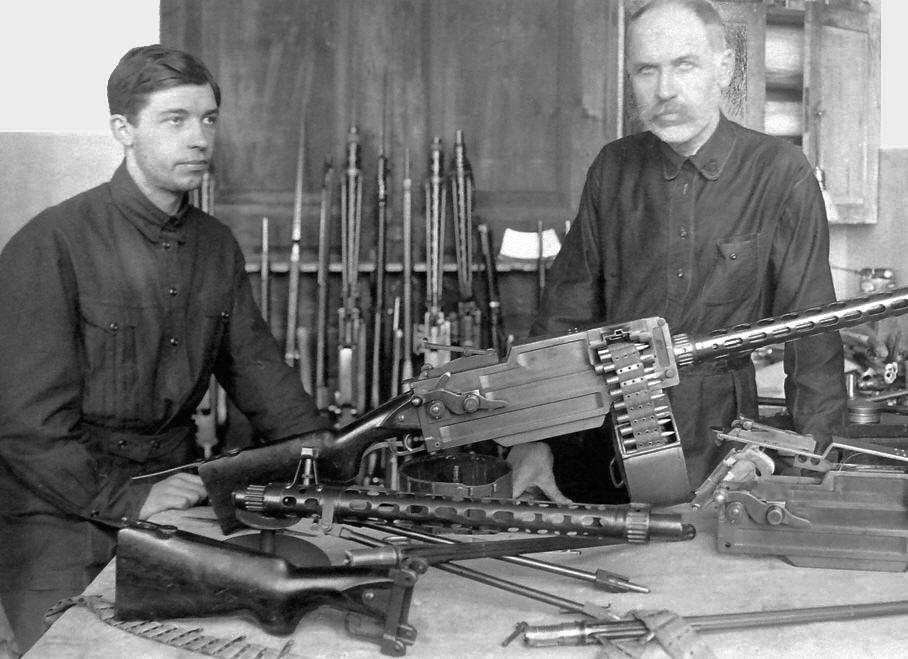
Se synem Nikolajem u kulometu Maxim-Tokarev

V Oranienbaumu se Tokarev poprvé seznámil se zahraničními samonabíjecími pistolemi, poprvé spatřil a uslyšel kulomet. Kvůli jazykovým neznalostem mu knihovna se zahraniční literaturou byla k ničemu, ale právě vyšla kniha od Vladimíra Fjodorova Automatické zbraně. Sám štábní kapitán Fjodorov byl zaměstnancem zbrojního oddělení a spolu s plukovníkem Filatovem byl horlivým zastáncem vývoje vlastních automatických zbraní. Spolu s dílnou se zastaralým nástrojovým vybavením obdržel i jeden kus obdivované zbraně Mosin, určené k přepracování na samonabíjecí zbraň. Na školu nastoupil v září 1907 a v červenci 1908 se na školním cvičišti ozvala první dávka střel ze samonabíjecí pušky. V zápisu komise se objevilo hodnocení: „Z automatické pušky setníka 12. kozáckého pluku Tokareva bylo vypáleno pět střel. Po každém výstřelu byla nábojnice vyhozena, do nábojové komory vložen nový náboj a závěr byl uzavřen. Při střelbě došlo ke třem selháním zapalování, ale pokaždé zbraň vystřelila podruhé “. Vedení akademie bylo překvapeno, že se Tokarevovi podařilo vyrobit funkční model automatické pušky v tak primitivních podmínkách. Puška Tokarev byla podrobena nejdůkladnějšímu studiu a výzkumu, načež bylo 5. srpna 1908 do deníku zbrojního oddělení zaznamenáno následující: "Myšlenka přeměny tříčárkové pušky na automatickou, kterou představil setník Tokarev, se zdá být správná a zasluhuje si zvláštní pozornost."
Zároveň se zbrojní oddělení rozhodlo podat žádost ministru války na přidělení Tokareva do Sestroreckého zbrojního závodu, aby po dobu šesti měsíců pokračoval v práci na vylepšování jeho vynálezu a na financování těchto prací vyčlenil tisíc rublů. V Sestrorecku vyvinul vylepšenou verzi a do července 1914 byly vyrobeny všechny součásti pro 12 pušek, vývoj však přerušila Velká válka. Tokarev velel setnině 26. donského kozáckého pluku, kde obdržel pět vojenských vyznamenání. V lednu 1916 byl převelen do zbrojovky v Sestrorecku, kde dohlížel na dokončení kompletace 12 pušek, jejichž výrobu válka přerušila.  V roce 1917 se stal technickým ředitelem vývojového závodu a v roce 1919 byl poslán do zbrojovky v Iževsku.
V létě 1920 došlo omylem dělníka k záměně šarží ocelí, která způsobila vady výrobků a narušila tak významně výrobní program.  V době občanské války byl kozácký původ v kombinaci s funkcí vedoucího výroby vstupenkou na popraviště. Fjodor Vasiljevič Tokarev byl odsouzen k smrti a převezen do vazby v Kazani. Trest byl později zmírněn na patnáct let a již v říjnu 1920 byl Tokarev propuštěn a vrátil se do závodu v Iževsku. V létě 1921 vyhrál soutěž, vypsanou Vyšší střeleckou školou, prototyp Tokarevovy samonabíjecí pušky.  27. října 1921 byl Fjodor Tokarev poslán do Tulského zbrojního závodu, aby dohlédl na výrobu jejích 10 kopií.  

### Sovětské období

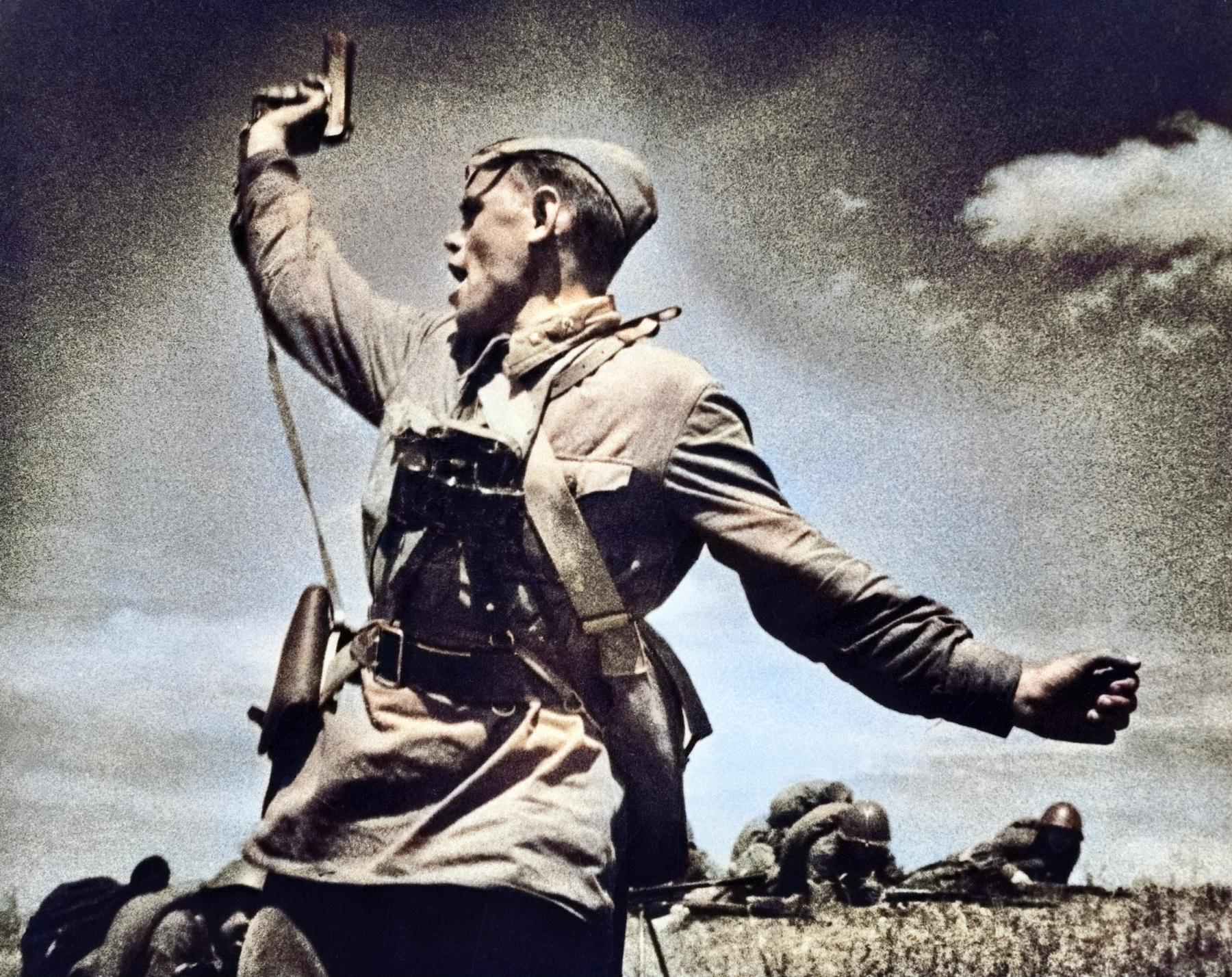
TT-33 v rukách velitele baterie (snímek Kombat)

Zbrojovka v Tule poskytla Tokarevovi nejlepší technické zázemí. Významnou změnou byl i postoj sovětské vlády k vlastní sovětské produkci automatických zbraní. V carském Rusku vývoj automatických zbraní probíhal výhradně z osobní iniciativy, bez státní podpory. Navíc mnozí v nejvyšších kruzích vedení Ruské říše měli negativní vztah k automatickým zbraním. Například Mikuláš II, který byl jednou na přednášce Vladimíra Fjodorova na Michajlovské dělostřelecké škole, nazval kulomet neperspektivní zbraní: „Nemáme dost nábojnic do kulometu, potřebujeme střílet z pušek.“
V roce 1924 Tokarev vyvinul na základě konstrukce těžkého kulometu Maxim lehký kulomet Maxim-Tokarev, který byl v roce 1925 přijat Rudou armádou. V roce 1926 vyvinul novou verzi kulometu Maxim pro použití v letectví, která nahradila kulomet Vickers. V roce 1927 vyvinul automatickou lehkou karabinu Tokarev, komorovanou pro revolverový náboj, která je považována za první sovětský samopal. Tato zbraň nebyla zařazena do armády, přesto byly vyrobeny stovky kopií a v době nouze se tyto pušky zúčastnily Velké vlastenecké války.
V roce 1930 byla do armády přijata výkonná samonabíjecí pistole TT (Tulský Tokarev), která se spolu s revolvery Nagant stala nepoužívanější ruskou válečnou krátkou zbraní. Jiné typy převyšovala odolností a spolehlivostí při solidní hmotnosti a při dobře zpracované jednoduché výrobní technologii. Pro pistoli byl vyvinut náboj 7,62 x 25 mm Tokarev, který se stal významným střelivem 20. století. Zbraň vynikala jednoduchou konstrukcí a velkou energií střely a v letech 1930 až 1953 bylo v SSSR vyrobeno 1 750 000 kusů. V početných sériích byla vyráběna i v jiných zemích a celkový počet přesahuje tři miliony kusů. Zbraň se objevuje na slavném snímku Kombat sovětského fotografa Maxe Alperta, který je považován za symbol Velké vlastenecké války. Do světové války úspěšně vstoupily i samonabíjecí pušky SVT-38 a SVT-40, které řadu významných Tokarevových zbraní ukončují.
Když začala válka, sedmdesátiletý Tokarev apeloval na všechny vysloužilé zbrojaře, aby nahradili své potomky, kteří odešli na frontu. Do tulské zbrojovky se vrátily stovky starých mistrů. Když se fronta přiblížila k Tule, byla továrna evakuována na Ural. V letech 1941–43 pracoval jako vedoucí výroby ve městě Zlatoust v Čeljabinské oblasti. Produkci svého typu SVT-40 dokázal v podmínkách válečného komunismu vyladit na 50 000 kusů měsíčně. Takového objemu výroby před válkou nedosáhla žádná ze sovětských zbrojovek.
Po válce se zúčastnil své poslední soutěže, a to o novou armádní pistoli. Tentokráte vyhrál typ Nikolaje Fjodoroviče Makarova, který se pod názvem PM stal nejrozšířenější pistolí Varšavské smlouvy. Fjodor Tokarev odešel v 75 letech do důchodu, příležitostně konsultoval vylepšení Makrovovy pistole a věnoval se svému koníčku fotografování.
V roce 1948 Tokarev navrhl originální fotoaparát pro panoramatické snímání FT (fotoaparát Tokareva). Typ se zprvu kvůli nedokonalostem vyráběl jen v malých sériích, avšak po modernizacích dosáhl pod názvem FT-2 a Horizon mezinárodních ocenění.
Fjodor Vasiljevič Tokarev zemřel v Moskvě dne 7. června 1968 ve věku 97 let. Pochován byl s vojenskými poctami  v Tule.
Syn Nikolaj Fjodorovič Tokarev (1899–1972) se stal také významným zbrojním konstruktérem a pracoval v Tulské zbrojovce. Stal se specialistou na kulomety a protiletadlové kanóny.

## Nejvýznamnější dílo
- Kulomet MT

- Pistole TT

- Samonabíjecí puška SVT

- Náboj 7,62 × 25 mm Tokarev

- Panoramatický fotoaparát FT

## Galerie

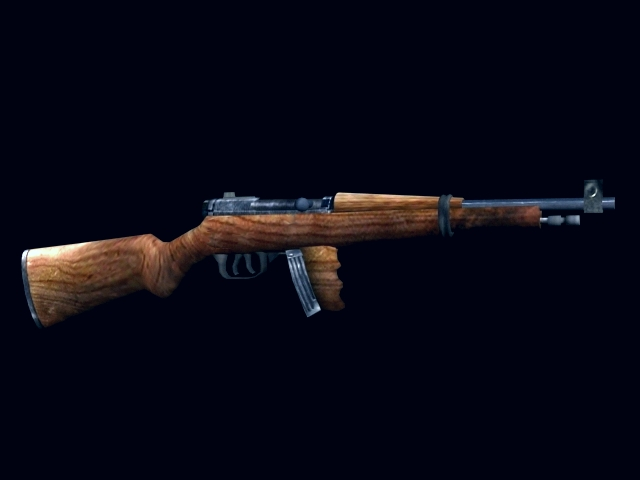
Lehká karabina 1927
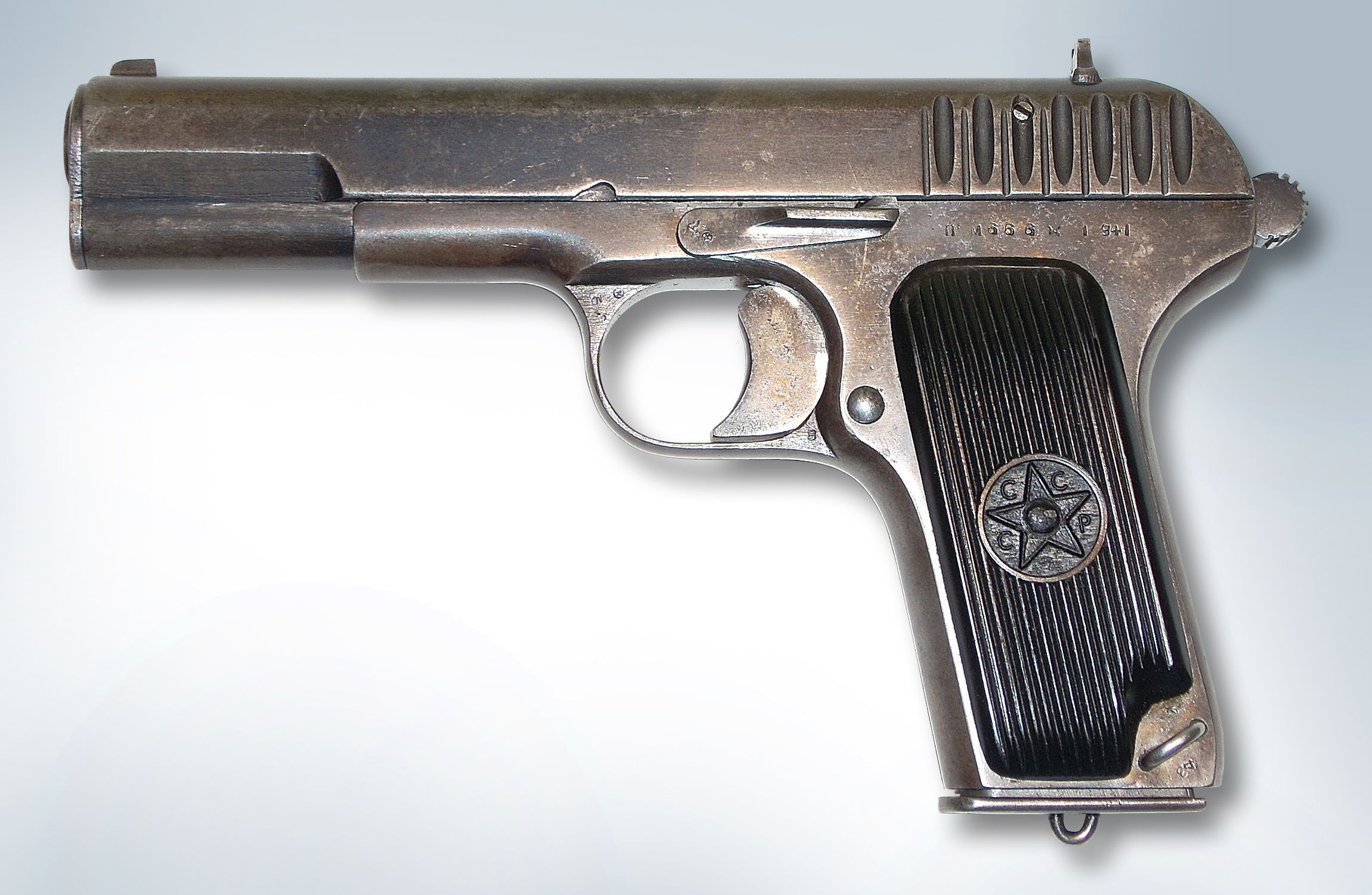
Pistole TT-33
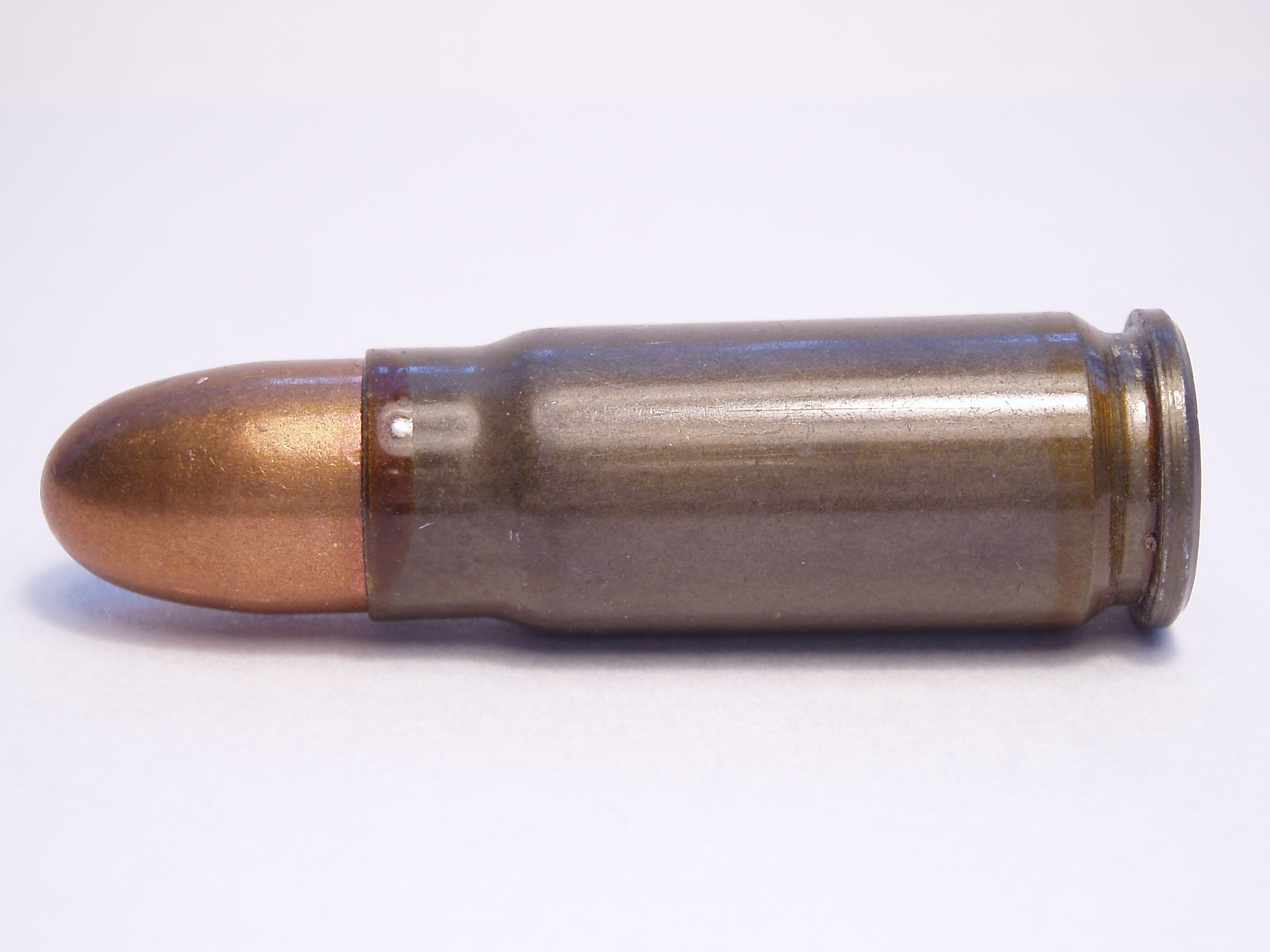
Náboj 7,62 × 25 mm Tokarev
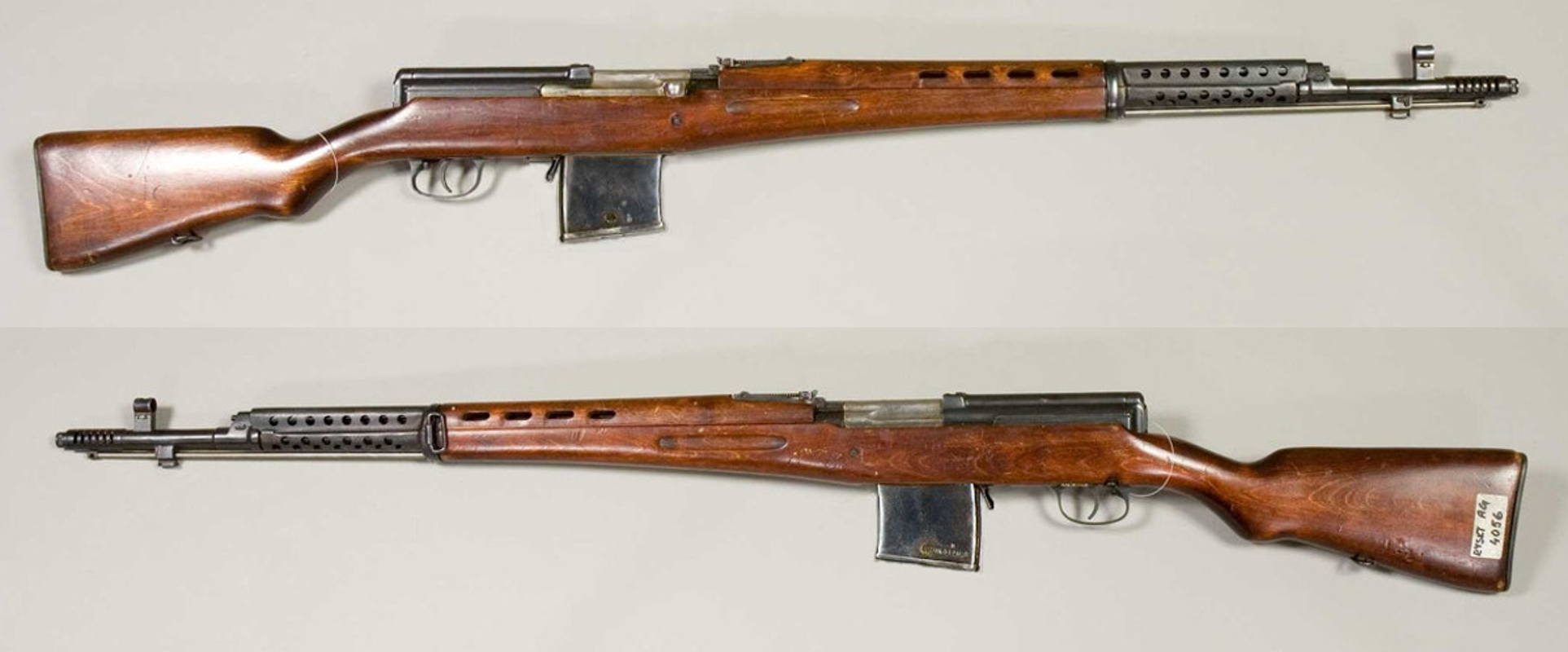
Automatická puška SVT-40
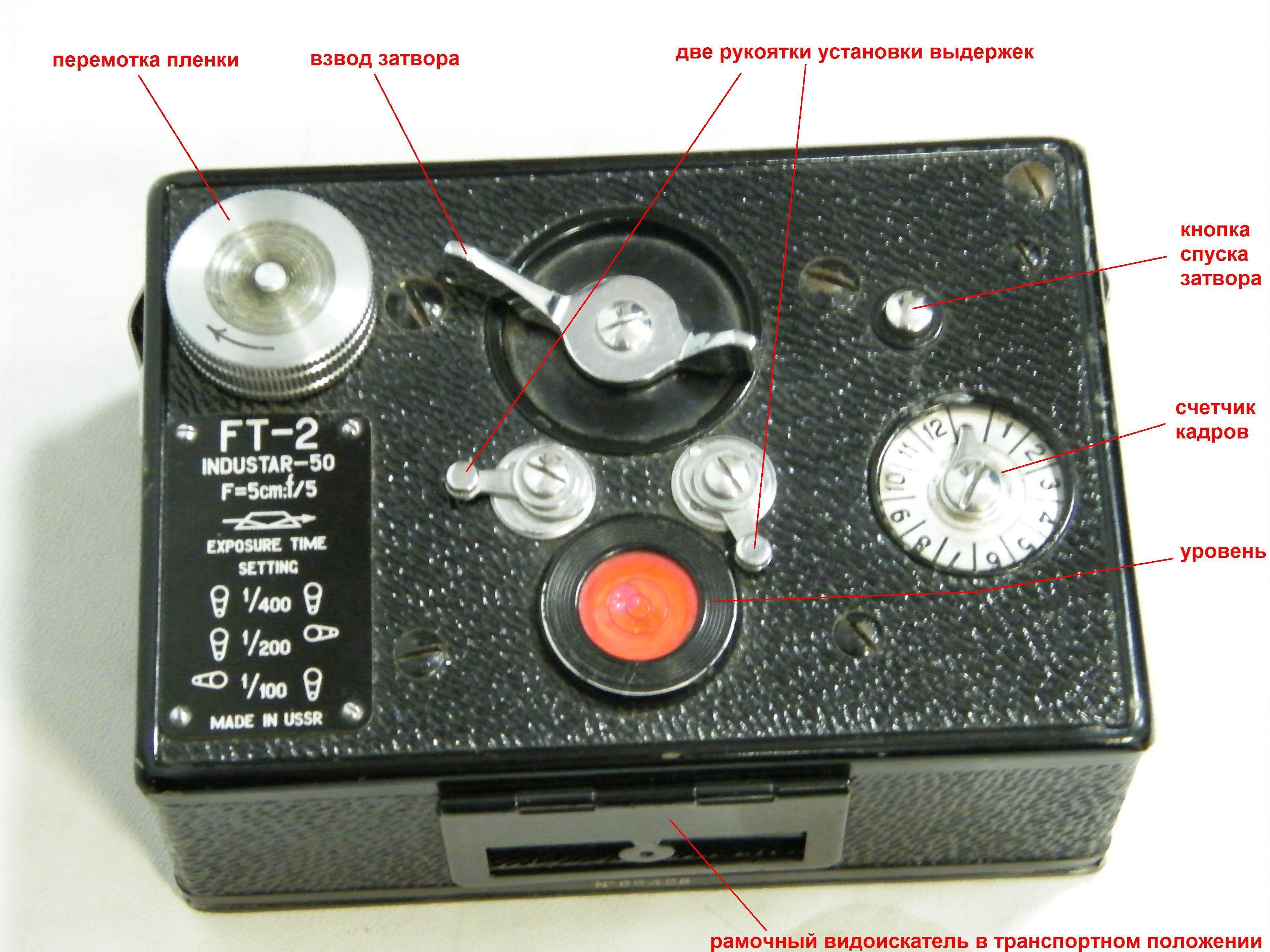
Panoramatický fotoaparát FT